# Етруски език
Етруският език е изчезнал писмен и говорим език на етруските, които населявали Италия в периода от IX до III век пр.н.е. на територията на днешна Тоскана, Умбрия и западен Лацио, а също така Емилия-Романя и Ломбардия, откъдето по-късно биват изтласкани от галите и Кампания, където са претопени от самнитите.

## Писменост и писмени паметници
Етруската писменост е близка до архаичната форма на старогръцката писменост. Запазени са около 10000 писмени паметника – няколко по-обширни надписа, стотици кратки, както и множество различни глоси в различни римски писмени източници, отделни знаци. Те не са разчетени, тъй като езикът не е сроден с други езици и не са запазени двуезични текстове, а и поради силната фрагментарност. Най-дългият запазен етруски текст е открит върху ленени парчета плат, увити около мумия.
Съставените от император Клавдий речник на етруския език, както и неговият труд Le Tyrrenikà за обичаите и изкуството на този народ, са загубени.
Някои етруски думи са заети в албански, латински и романш и това улеснява тълкуването им.

## Хипотези
Полският археолог Тадеуш Волянски има претенциите да е разшифровал много етруски надписи, включително паметник край Кречио Архив на оригинала от 2007-09-26 в Wayback Machine.. Понастоящем изследването на Волански се продължава от руския учен, доктор на философските науки Валери Чудинов, който предполага, че славяните населявали Европа още в 10 век преди новата ера и настоява за родствеността между славяни и етруски. Съществуват и подобни теории, че етруският език е близък до унгарския или арменския, но тези изследвания обаче се отхвърлят в някои научни кръгове.
Според гръцкия историк Дионисий Халикарнаски (1 век пр.н.е.) етруският език се различава от всички останали. Това поражда хипотезата, че етруският език е изолиран език.

## Фонетика
Гласни звукове
Във фонетичен аспект езикът включва 20 звука, 4 гласни (а, е, i, u) и 16 съгласни, както и 4 дифтонга – ai, au, eu, ui. Особеност на етруската фонетика е липсата на звука „о“. Гласните /o/ и /u/ изглежда не са различавали по произношение според особеностите на етруската писменост, където се употребява само един знак при предаване на гръцки заемки, например гръцки κώθων kōthōn > етруски qutun (кана).
|              | предни | средни | задни |
| ------------ | ------ | ------ | ----- |
| тесни        | i [i]  |        | u [u] |
| полу- широки | e [e]  |        |       |
| широки       |        |        | a [ɑ] |

Съгласни звукове
|                    | дву- бърнени | дву- бърнени | зъбни    | зъбни    | венечни | небни | задно- небни | задно- небни | гласилкови |
| ------------------ | ------------ | ------------ | -------- | -------- | ------- | ----- | ------------ | ------------ | ---------- |
| преградни          | p [p]        | φ [pʰ] Φ     | t, d [t] | θ [tʰ] Θ |         |       | c, k, q [k]  | χ [kʰ]       |            |
| проходни           | f [ɸ]        | f [ɸ]        | s [s]    | s [s]    | ś [ʃ]   |       |              |              | h [h]      |
| Преградно-проходни |              |              | z [ʦ]    | z [ʦ]    |         |       |              |              |            |
| носови             | m [m]        | m [m]        | n [n]    | n [n]    |         |       |              |              |            |
| странични          |              |              | l [l]    | r [r]    |         |       |              |              |            |
| полугласни         | v [w]        | v [w]        |          |          |         | i [j] |              |              |            |

Наблюдават се два типа беззвучни преградни:
- непридихателни (p,t,k),
- придихателни (ph, th, kh);

Ликвидите /r/, /l/, както и носовите ликвиди /m/, n/ както и в старобългарския език са били сричкотворни.

## Граматика
Морфологично съществуват два типа склонения при имената, съответно „s“ и „l“ склонения. Особеност на системата е съвпадение на наставки от морфологичен и синтактичен клас. Има два рода – мъжки и женски, две числа – единствено и множествено. Темпоралната система засяга сегашно и минало време. Има и повелително наклонение. Синтактично, етруският език се доближава до латинския. Определението стои пред определяемото и е в родителен падеж, сказуемото попада в края на изречението.

## Списък с етруски думи
Множество археолози се опитват да разчетат етруските надписи, по предположения или със стабилна писмена база за сравнение, какъвто е случаят с плочките от Пирги, върху които има паралелен текст на етруски и финикийски, който вече е бил известен на археолозите. Немският етрусколог Дитер Щайнбауер в резултат на множество проучвания и сравнения е събрал известен брой етруски думи.
Ето някои от тях, разпределени по области:
| Земя, свят, материя |                    |
| cel                 | земя               |
| thi                 | вода               |
| una                 | поток              |
| huin-               | извор              |
| ushil               | слънце             |
| tiur                | луна               |
| pulum(chva)         | звезда (звезди)    |
| trut-               | светкавица         |
| zeri                | ясен (време, небе) |
| lur(i)              | лъч                |
| Животни             |                    |
| thevru              | бик                |
| leu                 | лъв                |
| krankru             | котка              |
| tusna               | лебед              |
| hiul(s)             | сова               |
| Човешки действия    |                    |
| am-                 | съм                |
| acnanas             | роди се            |
| svalce, svalthas    | живя               |
| Смърт, гробници     |                    |
| lupu                | умря               |
| cesu                | бе погребан        |
| tesham              | погребение         |
| celuca              | погребение(?)      |
| hinthial            | душа, сянка        |